# Новий цвинтар (Белград)
Новий цвинтар (серб. Novo groblje) — одне з найвідоміших сербських і белградських кладовищ. Розташоване в муніципалітеті Звездара сербської столиці приблизно в 2 км від будівлі Скупщини (парламенту) Сербії.

## Історія
Є найстарішим з белградських кладовищ. Було побудовано в 1886 році в якості третього християнського кладовища в м. Белграді. Нинішня церква Святого Миколи побудована архітектором Светозаром Івачковичем в 1893 році.
Там поховано багато сербських політичних та військових діячів старої Сербії, герої й прості люди СФРЮ.
Комплекс некрополя включає в себе Військове кладовища, цвинтарі Визволителів Белграду, Алея великих (заслужених) та Алея почесних громадян. Є єврейське кладовище.
Військове кладовище розділене на: військові поховання часів сербо-турецької війни (1876—1877), сербо-болгарської війни 1885 р., Балканських війн (1912—1913) і двох світових війн (1914—1918 і 1939—1945).
На Алеях поховані найвідоміші діячі сербської історії та культури.

## Алея великих
Алея заслужених (Алеја великана / Алея velikana) виникла в XIX столітті, сюди, починаючи з 1886 року, стали переносити останки з кладовища Ташмайдан. Сформувалася в 1927 році. Де серед інших поховані:
- Іво Андрич — письменник, лауреат Нобелівської премії в галузі літератури.
- Мія Алексич[ru] — актор
- Светозар Глігорич — шахист
- Слободан Йованович — державний діяч
- Живанович, Миливое[ru] — актор
- Петар Кочич — письменник, драматург, громадський діяч, новеліст і сатирик
- Милош Милоєвич[ru] — історик, фольклорист і письменник
- Живоїн Мишич — воєначальник, воєвода
- Бранислав Нушич — письменник і драматург
- Михайло Обренович — сербський князь
- Милорад Павич — письменник[1]
- Васко Попа — поет
- Савіч Мілунка — військовослужбовець.
- Панта Сречкович[ru] — історик, державний діяч.
- Корнелій Станкович[ru] — композитор.
- Йован Цвіїч — географ, етнограф, засновник балканістіки.

## Алея почесних громадян
Створена в 1965 році, де поховані:
- Міра Алечковіч — письменниця, поетеса
- Вьєкослав Африч[ru] — актор, режисер
- Любинка Бобич[ru] — акторка
- Драгомир Боянич[ru] — актор
- Зоран Джинджич — політик
- Ілія Джуричич[ru] — вчений
- Стево Жигон[ru] — актор, режисер
- Катарина Іванович — сербська художниця XIX ст.
- Пая Йованович — художник
- Данило Кіш — письменник
- Радивой Корач — баскетболіст
- Петар Кочич — письменник
- Петар Лубарда — художник
- Любичич, Никола — воєначальник, голова Президії Соціалістичної Республіки Сербія
- Мілан Младенович — музикант
- Самойлов Григорій Іванович[ru] — архітектор, художник[2]
- Мілош Црнянський — поет, драматург
- Бранко Чопич — письменник
- Рахела Ферарі[ru] — акторка

## Українці
- Єщенко Микола Дмитрович — 1-й генерал-квартирмейстер Генерального штабу Армії УНР.

## Алея розстріляних патріотів
Створена в 1959 році. Знаходиться в центральній частині кладовища. Тут поховані сербські громадяни, страчені окупаційною владою Белграда в 1941-1944 роки за співпрацю з партизанським рухом.

## Кладовище визволителям Белграда

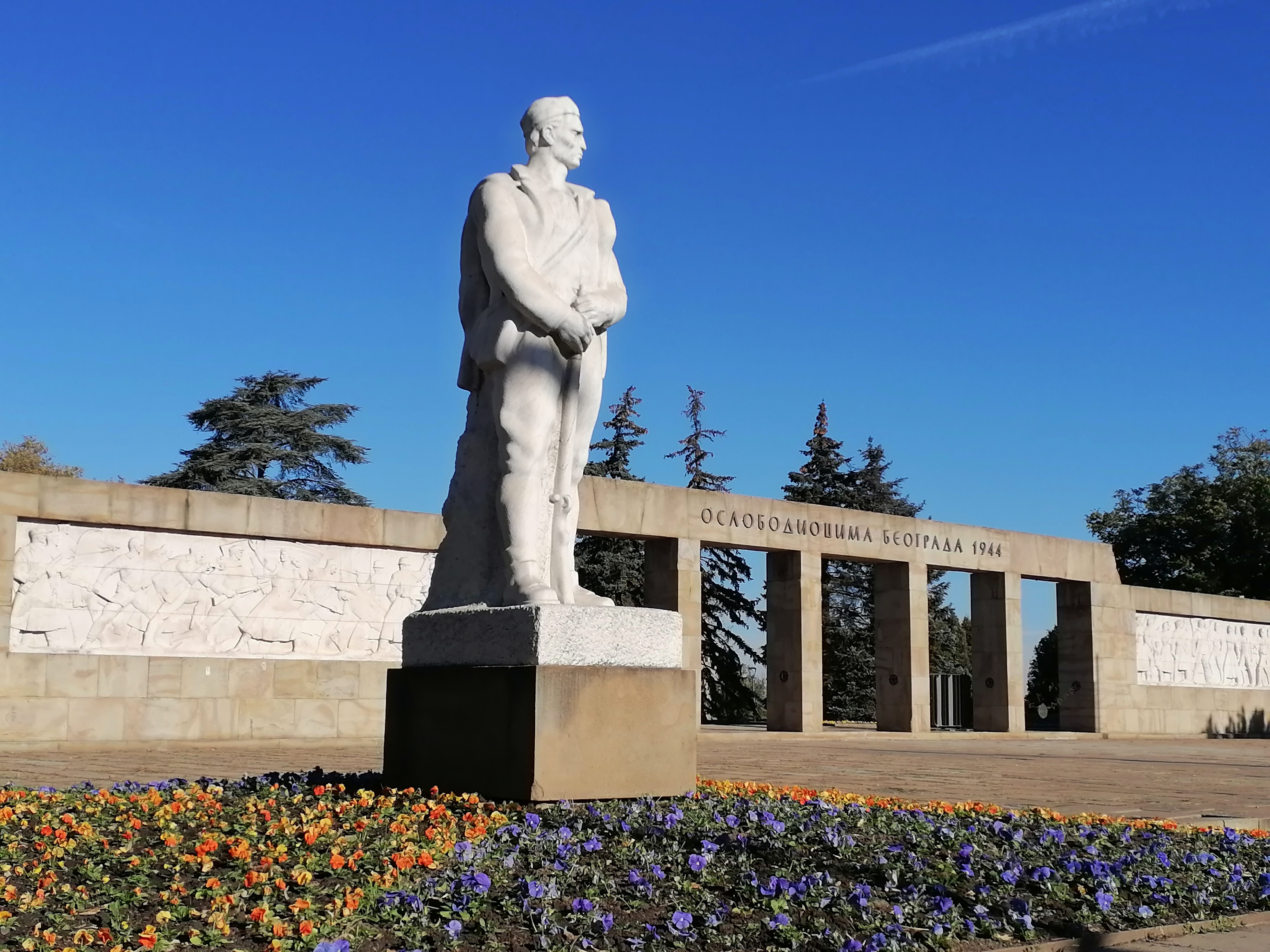
Меморіал визволителям Белграда

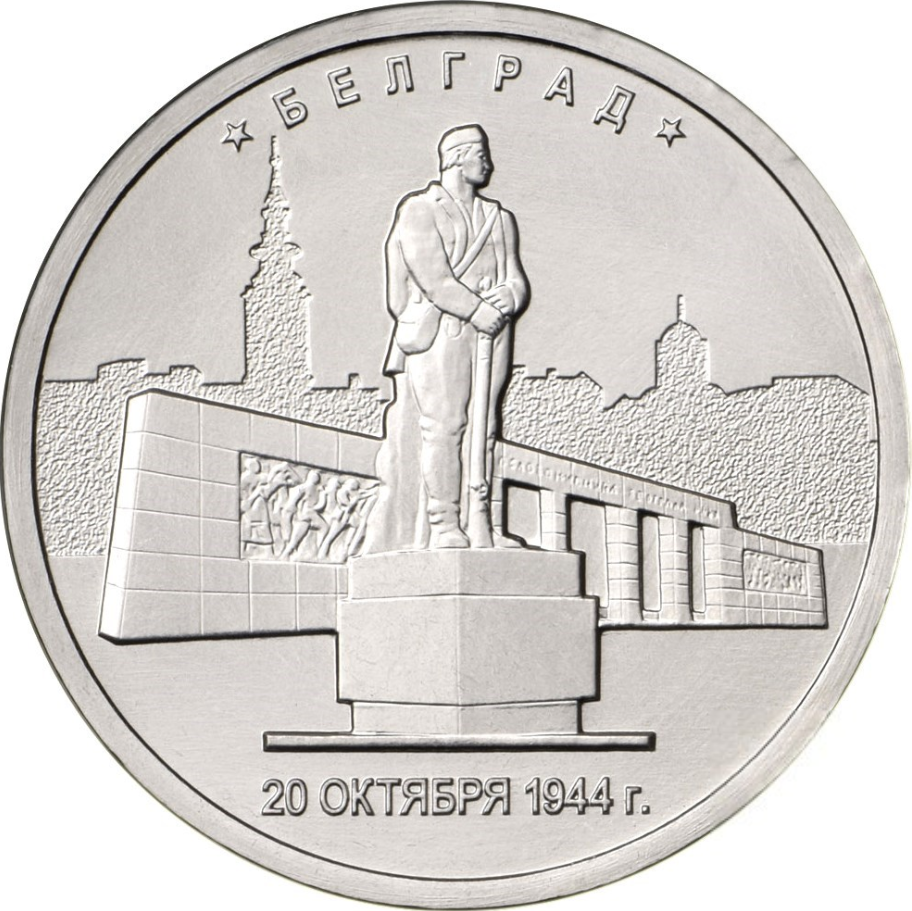
Монета Банку Росії 2016 року.

Навпроти входу на кладовища (через дорогу) знаходиться меморіальний комплекс «Кладовище визволителів Белграда» з могилами 2944 югославських партизанів і 961 радянського солдата й офіцера, котрі загинули у Другій світовій війні. (Гробље ослободилаца Београда / Groblje oslobodilaca Beograda). У братській могилі покояться останки 1381 воїна Народно-визвольної армії Югославії і 711 червоноармійців, які загинули в ході Белградській операції (1944).
На самому кладовищі розташовані меморіальні комплекси та пам'ятники загиблим у Першій й Другій світовій війнах.
1 серпня 2016 р. Центральним банком Росії була випущена п'ятирубльова монета з серії «Міста-столиці держав, звільнені радянськими військами від німецько-фашистських загарбників», присвячена Белграду, на реверсі якої зображено Меморіал визволителям Белграда на меморіальному кладовищі в Белграді. Кількість примірників — два мільйони.